# Rúben Bareño
Rúben Laudelino Bareño (23 stycznia 1944) – piłkarz urugwajski, napastnik. Wzrost 174 cm, waga 71 kg.
W 1968 roku jako piłkarz CA Cerro zdobył w lidze urugwajskiej 8 bramek i został królem strzelców.
Będąc graczem klubu Club Nacional de Football Bareño wziął udział wraz z reprezentacją Urugwaju w finałach mistrzostw świata w 1970 roku, gdzie Urugwaj zdobył miano czwartej drużyny świata. Bareño zagrał tylko w jednym spotkaniu – z Włochami.
Od 28 lipca 1967 do 6 czerwca 1970 Bareño rozegrał w reprezentacji Urugwaju 13 meczów i zdobył 3 bramki.
Nigdy nie wziął udziału w turnieju Copa América.
Po mistrzostwach świata wraz z Nacionalem zdobył Copa Libertadores 1971 i jeszcze w tym samym roku Puchar Interkontynentalny.
Grał także w Argentynie, w klubie Racing Club de Avellaneda.